# Erika Vitézová
Erika Vitézová (* 22. července 1956) byla československá politička Komunistické strany Slovenska, maďarské národnosti, a poslankyně Sněmovny národů Federálního shromáždění za normalizace.

## Biografie
K roku 1986 se profesně uvádí jako učitelka.
Ve volbách roku 1986 zasedla za KSS do slovenské části Sněmovny národů (volební obvod č. 136 - Moldava nad Bodvou, Východoslovenský kraj). Ve Federálním shromáždění setrvala do konce funkčního období, tedy do voleb roku 1990. Netýkal se jí proces kooptací do Federálního shromáždění po sametové revoluci.
Počátkem roku 1990 se spolu s dalšími maďarskými poslanci účastnila debaty o novém volebním zákonu ČSFR. V této skupině se spojili poslanci zvolení za normalizace (Erika Vitézová) a maďarskými poslanci kooptovanými po sametové revoluci (například Gyula Popély). Zastávali názor, že systém má být co nejvolnější, bez kvóra a s možností kandidatury i pro společenské organizace, nejen strany.